# Юдин, Алексей Сергеевич
Алексе́й Серге́евич Ю́дин (27 июля [9 августа] 1914, дер. Бишкарёво, Смоленская губерния — 8 января 1944) — участник Великой Отечественной войны, командир эскадрильи 183-го истребительного авиационного полка 294-й истребительной авиационной дивизии 4-го истребительного авиационного корпуса 2-й воздушной армии Воронежского фронта, Герой Советского Союза, капитан.

## Биография
Родился 27 июля (9 августа) 1914 года в деревне Бишкарёво в крестьянской семье. Русский. Член ВКП(б) с 1939 года. Окончил 7 классов и школу ФЗУ. Работал слесарем на заводе в Смоленске.
В 1937 году призван в ряды Красной армии. В 1938 году окончил Борисоглебскую военную авиационную школу пилотов.
В боях Великой Отечественной войны с октября 1941 года. Сражался на Сталинградском и Воронежском фронтах, участвовал в битве на Курской дуге. 6 августа 1942 года при сопровождении группы штурмовиков 226-й штурмовой авиационной дивизии старший лейтенант Алексей Юдин сбил истребитель Ме-109. К июлю 1943 года капитан А. С. Юдин совершил 202 боевых вылета, в 53-х воздушных боях лично сбил 12 и в группе 7 самолётов противника.
Указом Президиума Верховного Совета СССР от 28 сентября 1943 года за мужество и воинскую доблесть, проявленные в боях с немецко-фашистскими захватчиками капитану Юдину Алексею Сергеевичу присвоено звание Героя Советского Союза с вручением ордена Ленина и медали «Золотая Звезда» (№ 1095).
8 января 1944 года майор А. С. Юдин погиб при выполнении боевого задания.
К этому времени лётчик-истребитель совершил 270 боевых вылетов. В 70 воздушных боях сбил 13 вражеских самолётов лично и 8 в группе с товарищами.

## Награды
- Медаль «Золотая Звезда» Героя Советского Союза;
- орден Ленина;
- орден Отечественной войны II степени;
- два ордена Красной Звезды;
- медали.